# آرتریت تمپورال
آرتریت تمپورال (temporal arteritis) یا التهاب سرخرگی غول‌یاخته‌ای (به انگلیسی: Giant cell arteritis) یک نوع نادر التهاب رگ (واسکولیت) است که اختلال اصلی در سرخرگ‌های بزرگ و متوسط سر است.

## علائم بیماری
این بیماری اصولاً در زنان و در سنین بالای پنجاه سال شایعتر است و اغلب سرخرگ گیجگاهی (شریان تمپورال) نیز درگیر است. علائم شایع بیماری بروئی شریان، تب، سردرد، حساسیت در لمس، درد فک هنگام جویدن غذا، مشکلات بینایی و… است.
سردرد شل شدن پوست سر و دردها آرواره و ناحیه سر

## درمان
اساس درمان بر داروهای سرکوب‌کننده ایمنی با دوز بالا (گلوکوکورتیکوئید)ها به خصوص پردنیزولون استوار است. در صورت عدم درمان بیماری احتمال نابینایی بسیار بالاست.